# Mark Merlis
Mark Merlis é um consultor de seguros e escritor norte-americano, autor dos livros American Studies (1995), premiado com o Los Angeles Times book prize, com o Art Seidenbaum award for first fiction em 1996 e com o Ferro-Grumley award for distinction in gay writing em 1996, An Arrow's Flight (1998), que recebeu o prémio Lambda Literary Award na categoria Gay Men’s Fiction em 1998, e Man About Town (2004).
Mark escreve crítica literária e vive actualmente em New Hope, na Pennsylvania, com o seu companheiro dos últimos 25 anos, Bob.